# Culpa Tuya – Deine Schuld
 Culpa Tuya – Deine Schuld  (Originaltitel: Culpa tuya) ist ein spanisches Filmdrama aus dem Jahr 2024 von Domingo González. Der Film ist die Fortsetzung zu Culpa Mia – Meine Schuld aus dem Jahr 2023 und basiert auf dem gleichnamigen Wattpad-Roman von Mercedes Ron. In den Hauptrollen sind erneut Nicole Wallace und Gabriel Guevara zu sehen.
Der Film wurde am 27. Dezember 2024 weltweit auf dem Video-on-Demand-Portal Prime Video veröffentlicht.

## Handlung
Ein Jahr nach dem Tod von Noahs Vater, hat diese immer noch mit den Ereignissen zu kämpfen. Nick verbrachte die Zeit in einer angesehenen Anwaltskanzlei in San Francisco, weswegen Noah alleine den Schmerz bewältigen musste. Als Nick zurückkehrt hofft Noah endlich glücklich zu werden, jedoch versuchen ihre Mutter Rafaella und Nicks Vater William alles, um die Beziehung zu zerstören. So versuchen sie mit der attraktiven Sofía Nick von Noah fernzuhalten.
Noah zieht in eine College-Unterkunft und teilt sich ein Zimmer mit Briar, die sich später als Ex-Freundin von Nick herausstellt. Sie möchte Nick zerstören, da sie seinetwegen nach einem illegalen Autorennen im Krankenhaus lag und er sich nicht um sie gekümmert hat. Sie versucht Noah mit Michael zu verkuppeln, um Nick eifersüchtig zu machen. Nick wiederum muss sich mit seiner Mutter Anabel auseinandersetzen, die überraschend wieder aufgetaucht ist. Er möchte keinen Kontakt zu ihr, da sie die Familie verlassen hat und sich nicht um die Kinder gekümmert hat. Deswegen hat er Probleme sich voll und ganz auf ein Leben mit Noah einzulassen.
Mit der Zeit erkennt Noah, dass sie von Lügen und Geheimnissen umgeben ist. So erfährt sie von Anabel, dass ihre Mutter bereits zu den Ehejahren von Anabel und William eine Affäre mit diesem hatte. Auch an jenem Abend als Noah von ihrem Vater beinah getötet wurde, war Rafaella bei William. Außerdem entdeckt sie Dokumente, dass Anabel von Andrew, Nicks Großvater, gezwungen wurde die Familie zu verlassen. Sie versucht ein gutes Wort bei Nick einzulegen, jedoch blockt dieser ab.
Die Beziehung zwischen den beiden fängt an zu bröckeln als die ganzen Wahrheiten herauskommen. Nick fühlt sich verlassen und verraten und richtet seine Wut auf Noah, der er vorwirft, dass sie eine Wahrheit ans Licht gebracht hat, die er nicht wahrhaben will. In einem Anfall von Verzweiflung küsst er Sofia, wohl wissend, dass dies Noah das Herz brechen wird. Noah verbringt daraufhin eine Nacht mit Michael. Beide bereuen ihre Entscheidungen, gehen jedoch trotzdem getrennte Wege. Noah besucht das Grab ihres Vaters und schließt mit der Vergangenheit ab. Auf dem Grabstein entdeckt sie eine handgeschriebene Notiz von Nick, der ihr schwört ein Licht in der Dunkelheit zu sein.

## Hintergrund
Ende Juli 2023 wurden zwei Fortsetzungen zu Culpa Mia – Meine Schuld angekündigt. Die Dreharbeiten, bei denen Teil 2 und Teil 3 Culpa Nuestra direkt nacheinander gedreht wurden, fanden hierfür zwischen August 2023 und Februar 2024 statt. Gedreht wurde unter anderem an der Costa del Sol, in Marbella, Manilva und Madrid.

## Besetzung und Synchronisation
Die deutschsprachige Synchronisation entstand nach dem Dialogbuch von Alexandra Balogh sowie unter der Dialogregie von Oliver Mink durch die Synchronfirma FFS Film- & Fernseh-Synchron GmbH in München.
| Rolle                   | Schauspieler      | Synchronsprecher    |
| ----------------------- | ----------------- | ------------------- |
| Noah Morgan             | Nicole Wallace    | Zina Laus           |
| Nicholas „Nick“ Leister | Gabriel Guevara   | Nicolai Mondschein  |
| Rafaella                | Marta Hazas       | Melanie Manstein    |
| William Leister         | Iván Sánchez      | Matthias Klie       |
| Lion                    | Víctor Varona     | Sebastian Kempf     |
| Jenna                   | Eva Ruíz          | Pia Amofa-Antwi     |
| Anabel                  | Goya Toledo       |                     |
| Sofia                   | Gabriela Andrada  |                     |
| Briar                   | Álex Béjar        | Susanna Cuda        |
| Michael                 | Javier Morgade    |                     |
| Luca                    | Felipe Londoño    |                     |
| Esteban                 | Jaime Ordóñez     | Christian Giegerich |
| Ronnie                  | Fran Berenguer    | Kevin Kasper        |
| Anna                    | Adriana Ubani     | Angelina Markiefka  |
| Mikel                   | Antonio Hernández | Fabian Wittkowski   |
| Dan                     | Pablo Riguero     | Benjamin Mereis     |

## Fortsetzung
2025 wird der dritte Teil Culpa Nuestra erscheinen.